# Cogorno
Cogorno is een gemeente in de Italiaanse provincie Genua (regio Ligurië) en telt 5316 inwoners (31-12-2004). De oppervlakte bedraagt 9,1 km², de bevolkingsdichtheid is 588 inwoners per km².
De volgende frazioni maken deel uit van de gemeente: San Salvatore, Panesi, Monticelli, Breccanecca|comuniLimitrofi = Carasco, Chiavari, Lavagna, Ne.

## Geografie
Cogorno grenst aan de volgende gemeenten: Carasco, Chiavari, Lavagna, Ne.

## Galerij

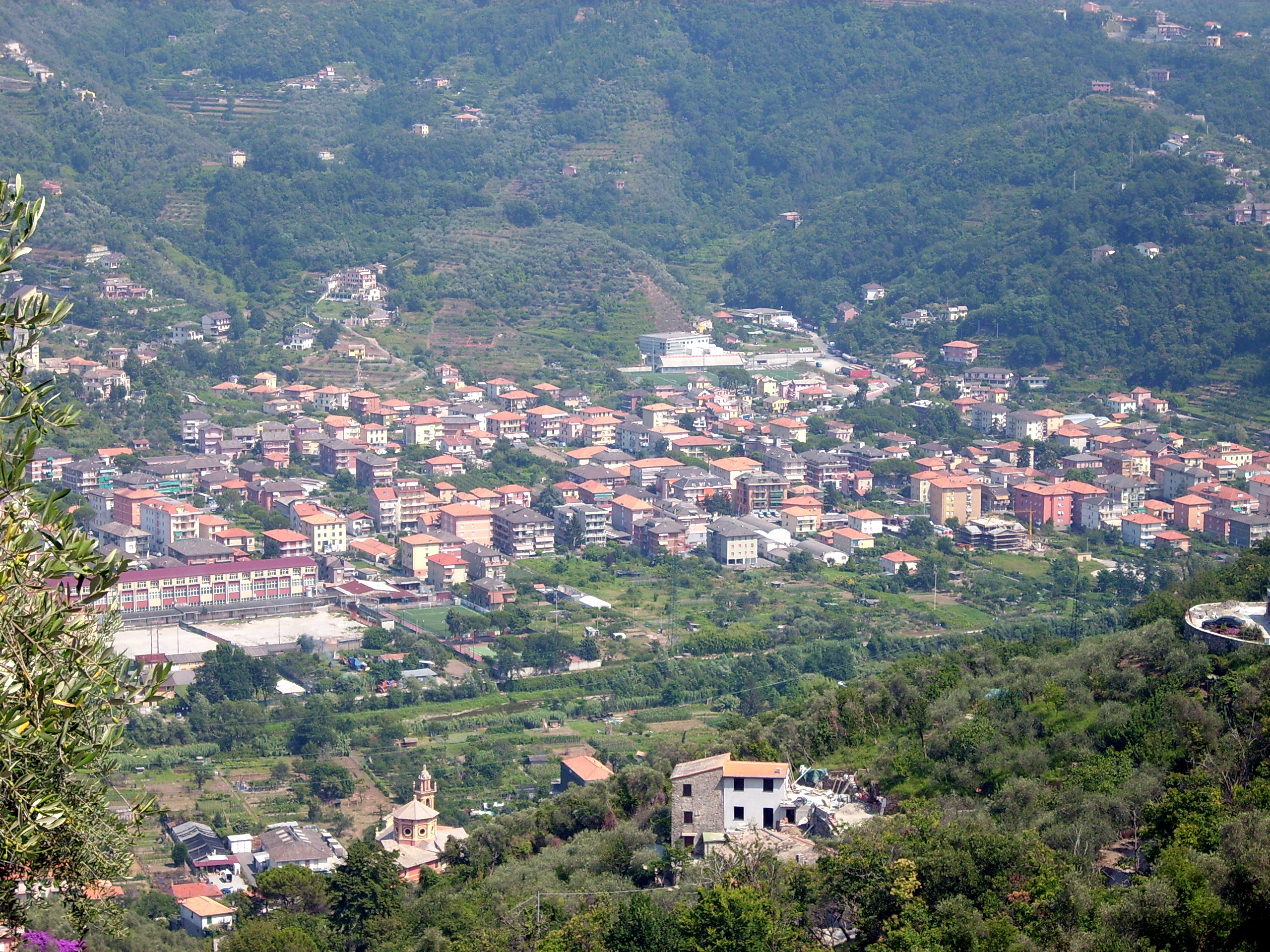
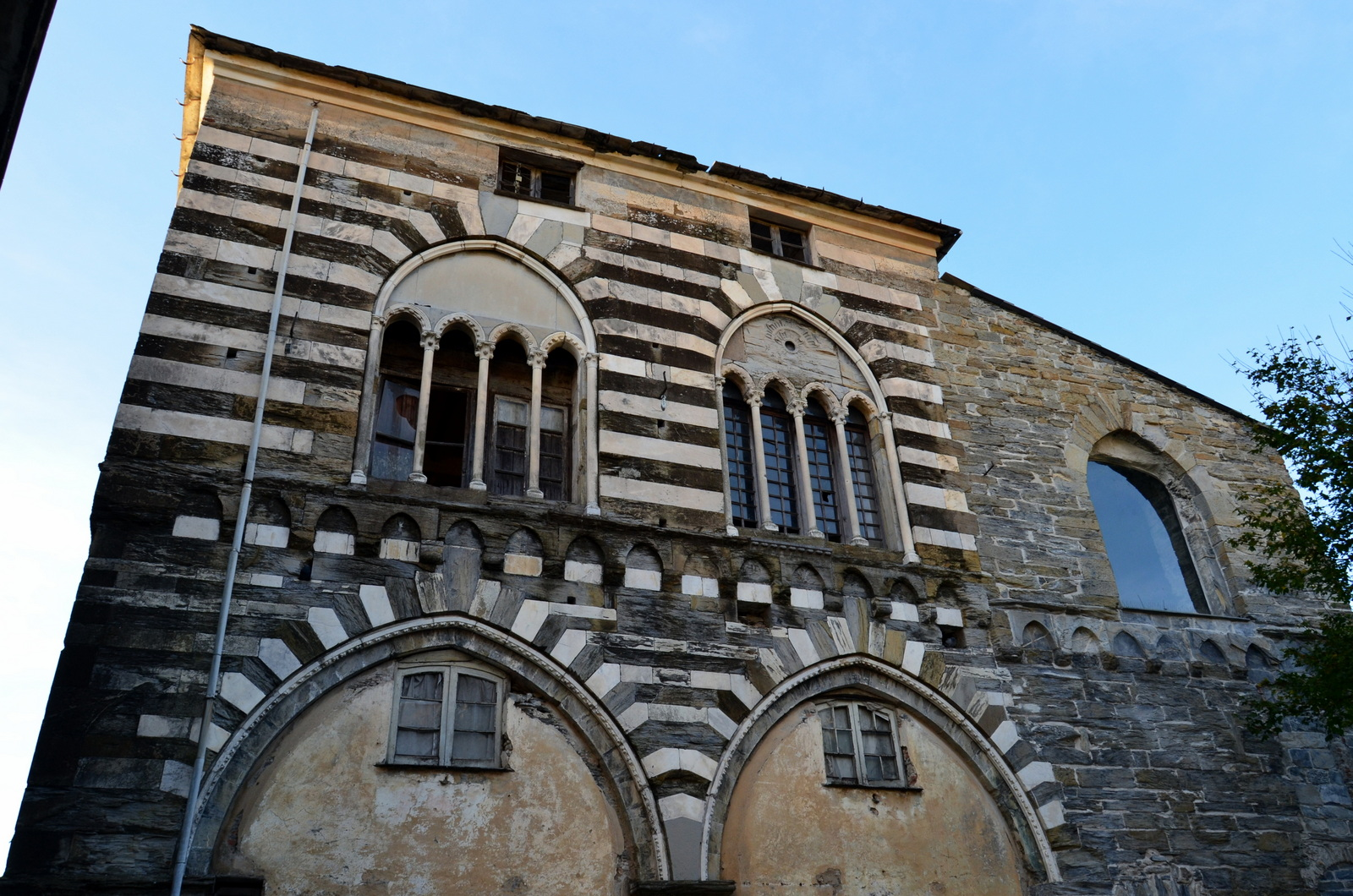
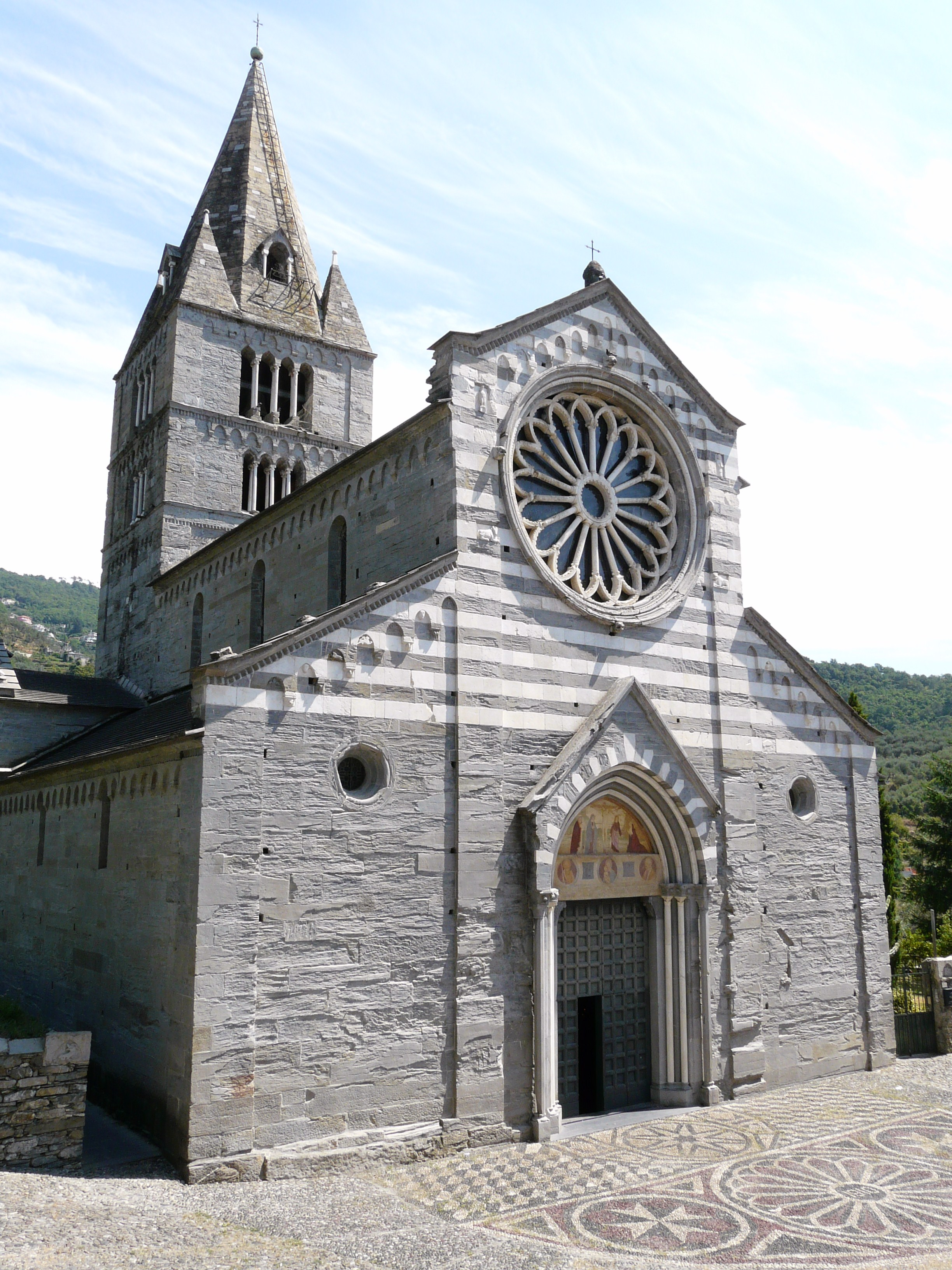
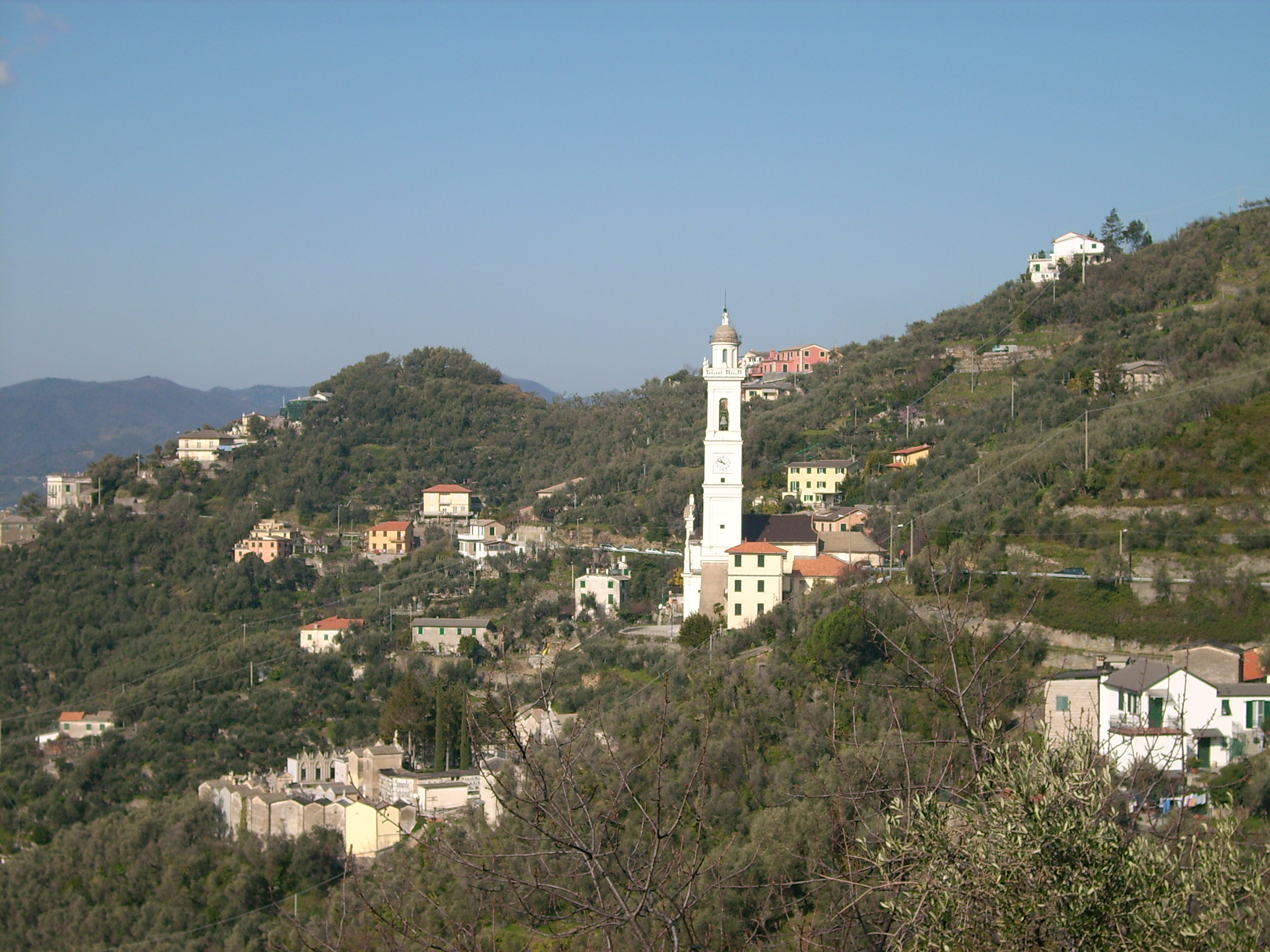
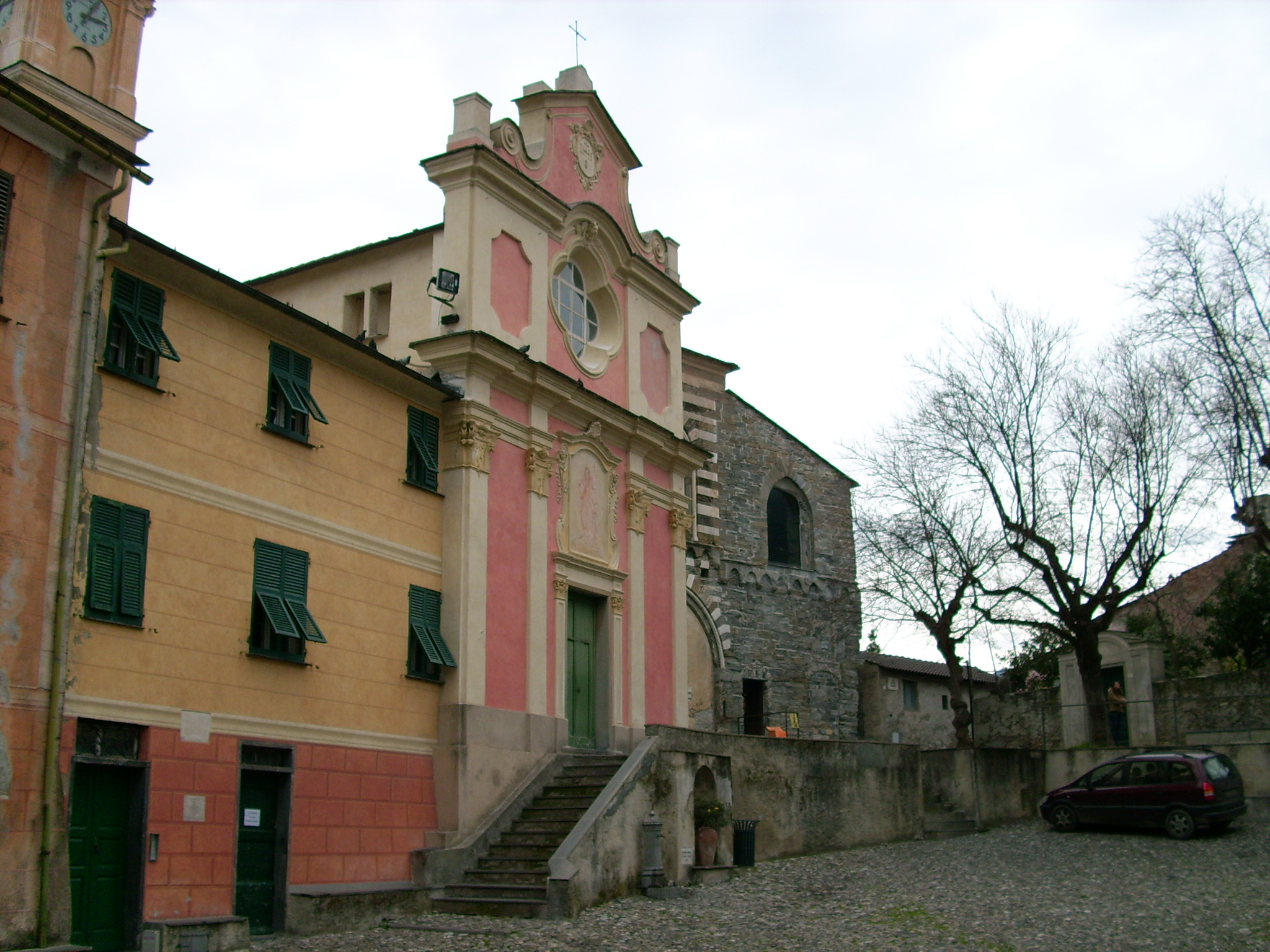
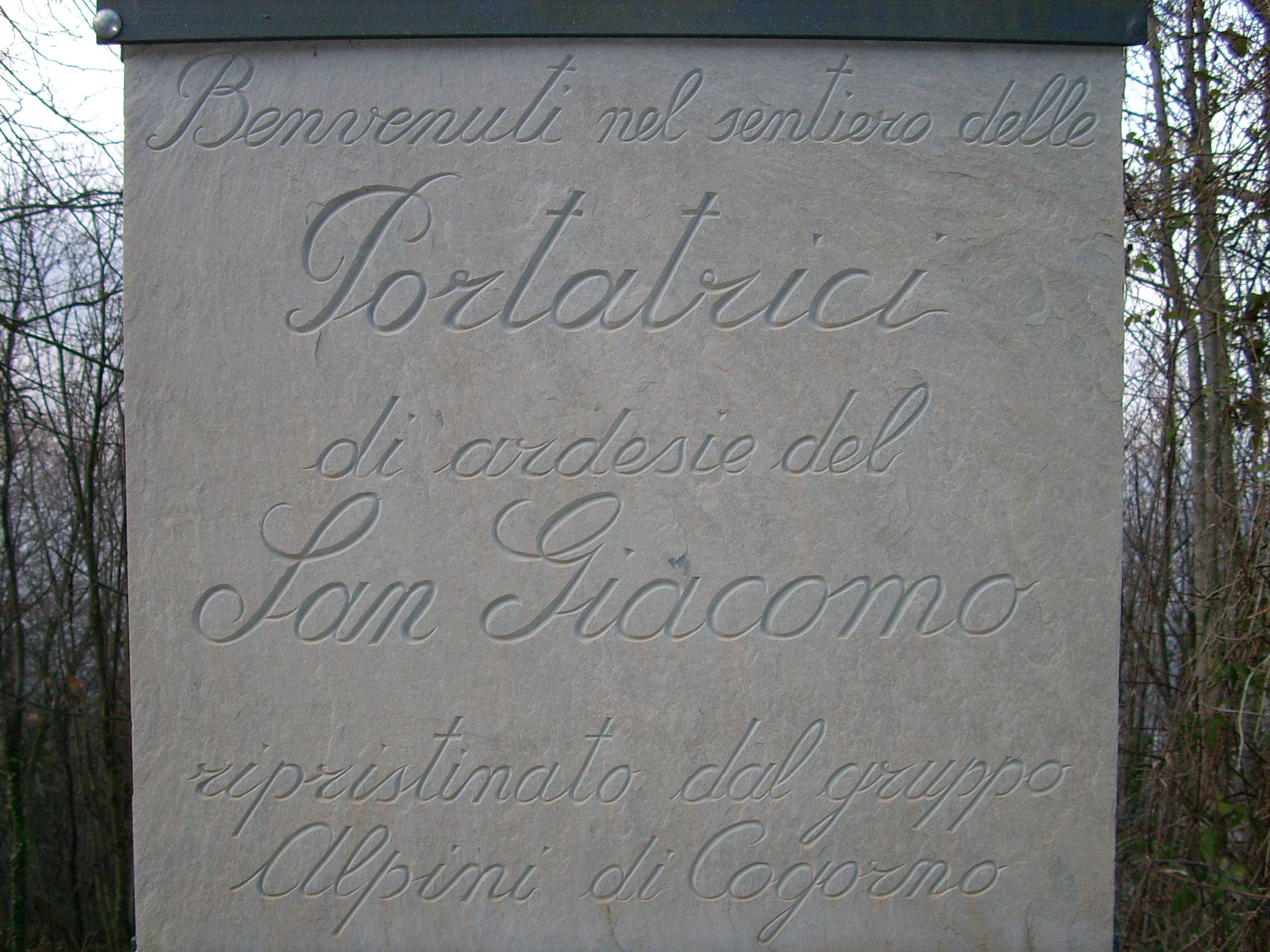
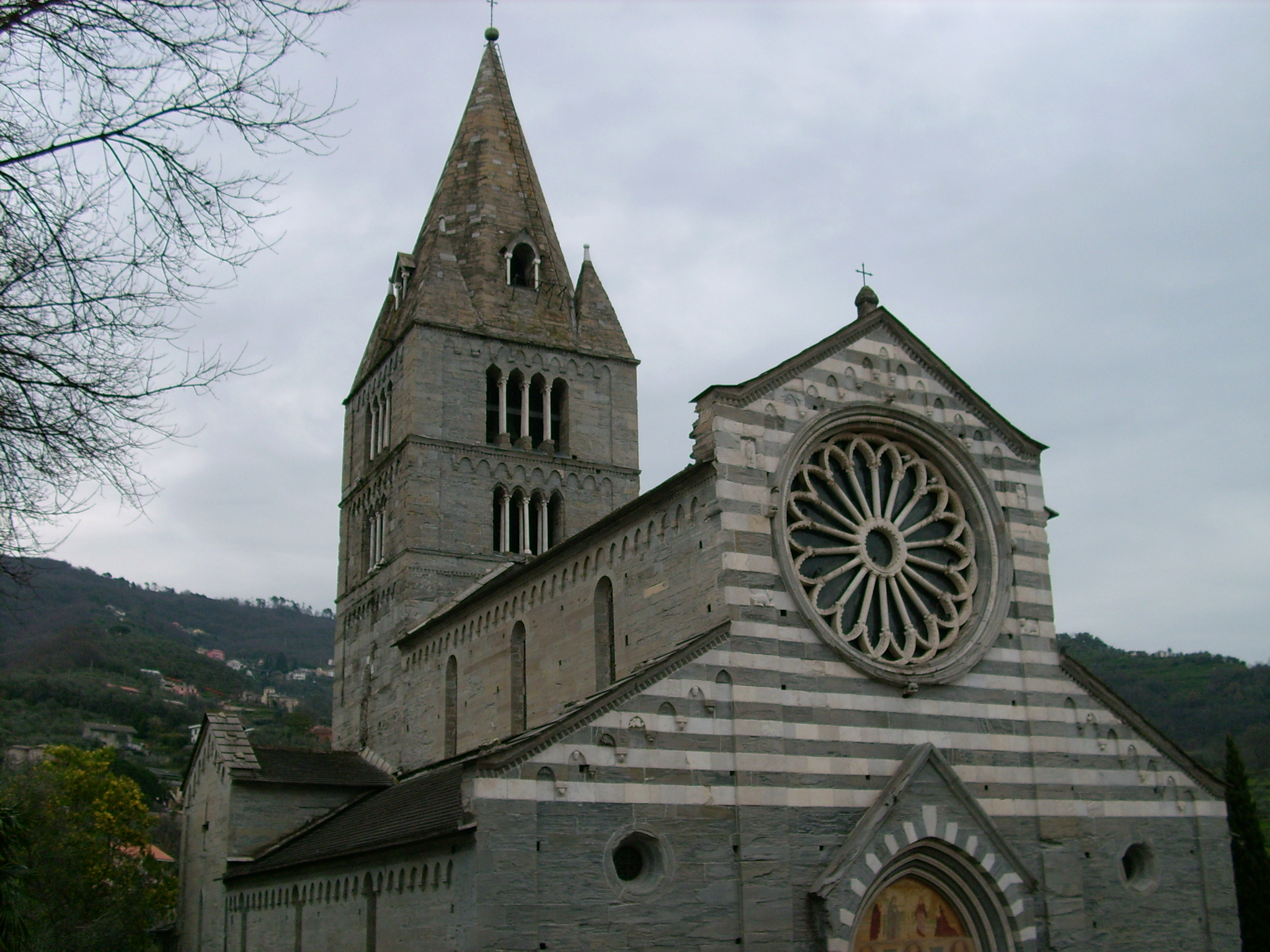